# 지방도 제627호선
지방도 제627호선은 충청남도 연기군 전동면과 공주시 신관동을 잇던 충청남도의 지방도이다.
2012년 7월 1일에 세종특별자치시에 편입되면서 전 구간이 폐지되었다.

## 연혁
- 2003년 2월 20일 : 지방도 노선 폐지 및 재지정으로 총연장이 34.1km에서 31.9km로 변경[2]
- 2012년 7월 1일 : 노선 폐지[3]

## 주요 경유지
- 세종특별자치시
  - 전의면
  - 전동면
  - 연서면
  - 연기면 (연기사거리)
- 공주시
  - 의당면
  - 신관동